# Felsted
Felsted – wieś w Anglii, w hrabstwie Essex, w dystrykcie Uttlesford. Leży 14 km na północ od miasta Chelmsford i 55 km na północny wschód od Londynu. Miejscowość liczy 2843 mieszkańców. W obszar civil parish wchodzą także Bannister Green, Cobblers Green, Cock Green, Frenches Green, Gransmore Green, Mole Hill Green, Pyes Green, Thistley Green i Willow Green.